# Charlotte Baden
Sophia Lovisa Charlotte Baden (født von Klenau 21. november 1740 i København, død 6. juni 1824 sammesteds) var dansk forfatter, mor til Gustav Ludvig og Torkel Baden.
Hun var datter af major Gustav Ludvig von Klenau (1703-1772) og Bolette Cathrine From (1696-1788). I 1763 giftede hun sig med professor Jacob Baden (1735-1804).
Hun blev som femårig sat i pleje hos slægtningen Anna Susanne von der Osten, der var hofmesterinde hos prinsesse Charlotte Amalie. Både hofmesterinden og prinsessen hjalp den unge Charlotte, som tidligt introduceredes til miljøet omkring J.H.E. Bernstorff.

## Værk
- Den fortsatte Grandison (1784)